# Azerbejdżańska Akademia Nauk
Azerbejdżańska Akademia Nauk (azer. Azərbaycan Milli Elmlər Akademiyası, AMEA) – główna instytucja naukowa Republiki Azerbejdżanu koordynująca prowadzone w kraju badania we wszystkich dziedzinach nauki.
Została założona 23 stycznia 1945 jako Akademia Nauk Azerbejdżańskiej SRR. Akademia zlokalizowana jest w stolicy Azerbejdżanu – Baku, mniejsze jednostki zlokalizowane są w Gandża, Şəki i w mieście Lenkoran. Po upadku Związku Radzieckiego otrzymała obecną nazwę.
Akademia posiadała 161 członków i skupiała ponad 30 naukowych instytucji badawczych.

## Struktura
Podzielona jest na 5 działów:
1. Wydział fizyki, matematyki i nauk technicznych
2. Wydział chemii
3. Wydział nauk o Ziemi
4. Wydział biologii
5. Wydział nauk społecznych

## Prezesi Azerbejdżańskiej Akademii Nauk
| Prezydenci              | Period              |
| ----------------------- | ------------------- |
| Mir Əsədulla Mirqasımov | 1945–1947           |
| Yusif Məmmədəliyev      | 1947–1950 1958–1961 |
| Musa Əliyev             | 1950–1958           |
| Zahid Xəlilov           | 1961–1967           |
| Rüstəm İsmayılov        | 1967–1970           |
| Həsən Abdullayev        | 1970–1983           |
| Eldar Salayev           | 1983–1997           |
| Fəraməz Maqsudov        | 1997–2000           |
| Mahmud Kərimov          | 2000–2013           |
| Akif Əlizadə            | 2013–2019           |
| Ramiz Mehdiyev          | 2019–2022           |
| İsa Həbibbəyli          | 2022–               |